# الورادا (فیلم)
«الورادا» (انگلیسی: Alvorada (film)) فیلمی در ژانر مستند است که در سال ۱۹۶۲ منتشر شد.